# Publius Vigellius Saturninus
Publius Vigellius Saturninus war ein im 2. Jahrhundert n. Chr. lebender römischer Politiker. In einer Inschrift ist sein vollständiger Name Publius Vigellius Raius Plarius Saturninus Atilius Braduanus Caucidius Tertullus angegeben.
Durch eine Inschrift, die in Troesmis gefunden wurde, ist belegt, dass Saturninus Legatus Augusti war. Wahrscheinlich war er daher Kommandeur der Legio V Macedonica, die ihr Hauptlager in Troesmis in der Provinz Moesia inferior hatte. Aufgrund einer weiteren Inschrift in griechischer Sprache, die in Side gefunden wurde, wird vermutet, dass er Statthalter (Proconsul) in der Provinz Lycia et Pamphylia war; er übte dieses Amt vermutlich von 162 bis 164 vor seinem Konsulat aus.
Saturninus war vermutlich im Jahr 165 Suffektkonsul, denn er ist 15 Jahre später für den 17. Juli 180 als Statthalter in der Africa belegt. Laut Tertullian verurteilte er sechs Christen zum Tode.